# Apollon écorchant Marsyas
 (février 2025).
Si vous disposez d'ouvrages ou d'articles de référence ou si vous connaissez des sites web de qualité traitant du thème abordé ici, merci de compléter l'article en donnant les références utiles à sa vérifiabilité et en les liant à la section « Notes et références ».
Apollon écorchant Marsyas est une peinture à l'huile sur toile réalisée entre 1620 et 1625 par le peintre italien Guido Reni. Elle est conservée au musée des Augustins de Toulouse et mesure 220 × 167 cm.
Ce tableau entre dans la collection du musée en 1805, après avoir été exposé au palais royal de Turin. Il a été premièrement interprété comme inachevé en raison du contraste important dans les couleurs utilisées pour les carnations d’Apollon et Marsyas. En 1873, l'historien de l’art Charles Georges, publie son Rapport sur l’état actuel du musée de Toulouse, dans lequel il souligne la volonté du peintre dans cette représentation, où la différence des pigments employés suggère l’opposition des deux figures.

## Sujet
Le tableau représente Apollon, le dieu du soleil et de la poésie, en train d'écorcher Marsyas, un satyre l'ayant défié à la flûte. Les instruments des personnages se trouvent aux pieds de leurs musiciens respectifs, la lyre divine d'Apollon à gauche, et la flûte de pan du satyre à droite. La scène représentée est au point culminant de l'action avec une lumière latérale provenant de la gauche et des ombres fortement prononcées, des caractéristiques du caravagisme, un genre de peinture auquel Guido Reni a brièvement appartenu.
Le thème mythologique du tableau est fréquent chez les peintres italiens au début du XVIIe siècle, et Guido Reni en réalise une autre version, conservée à Munich dans la Collection de peintures de l'État de Bavière. Cependant, celle conservée au Musée des Augustins de Toulouse se démarque par sa force expressive et cette volonté de différenciation, à l’inverse de l’autre version où le coloris est plus harmonieux. Cette version illustre finalement l’art de l’artiste dans sa maturité, où il privilégie des compositions dynamiques et contrastées.

## Autres traitements du sujet

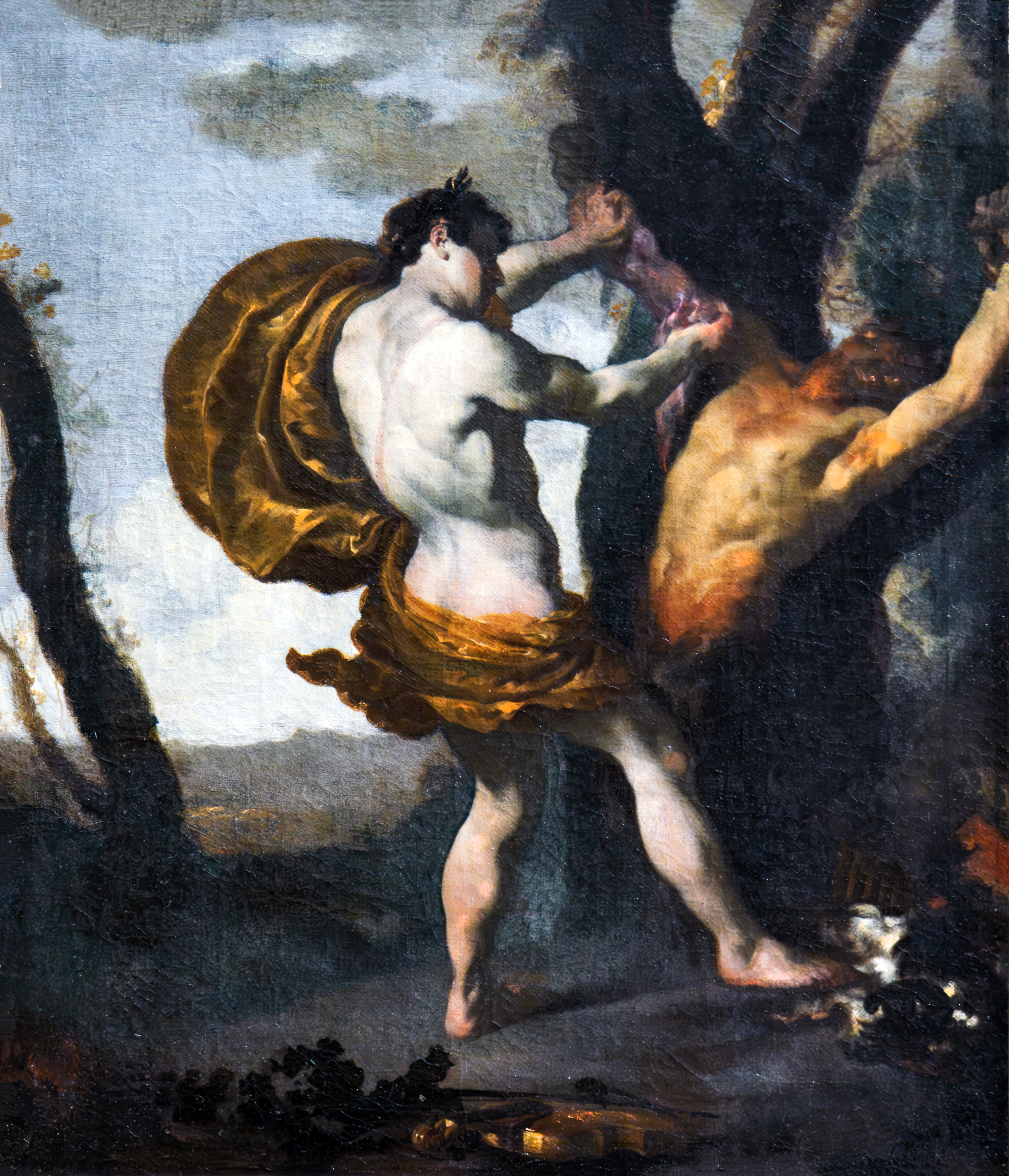
Version de Johann Liss.
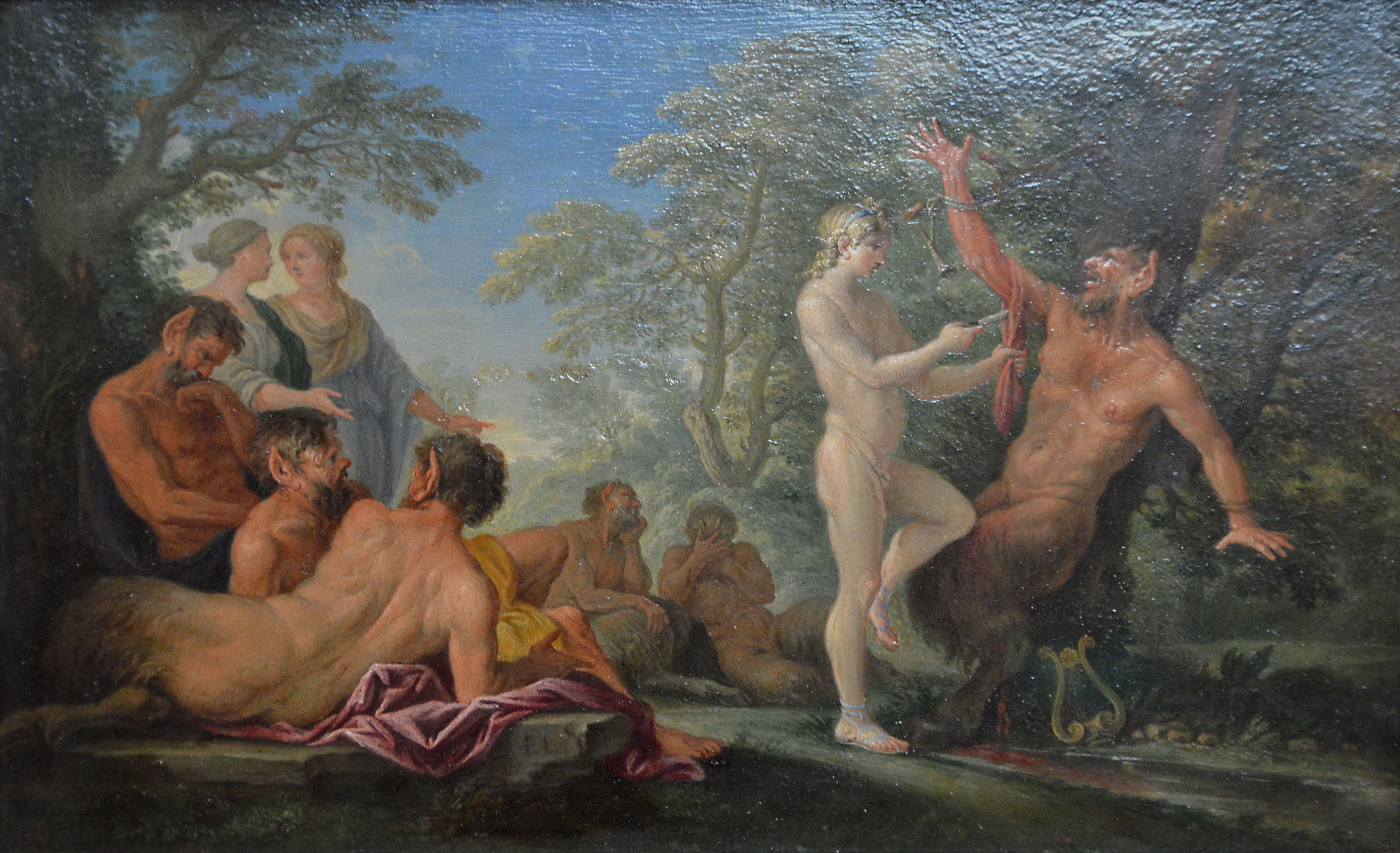
Version de Filippo Lauri.
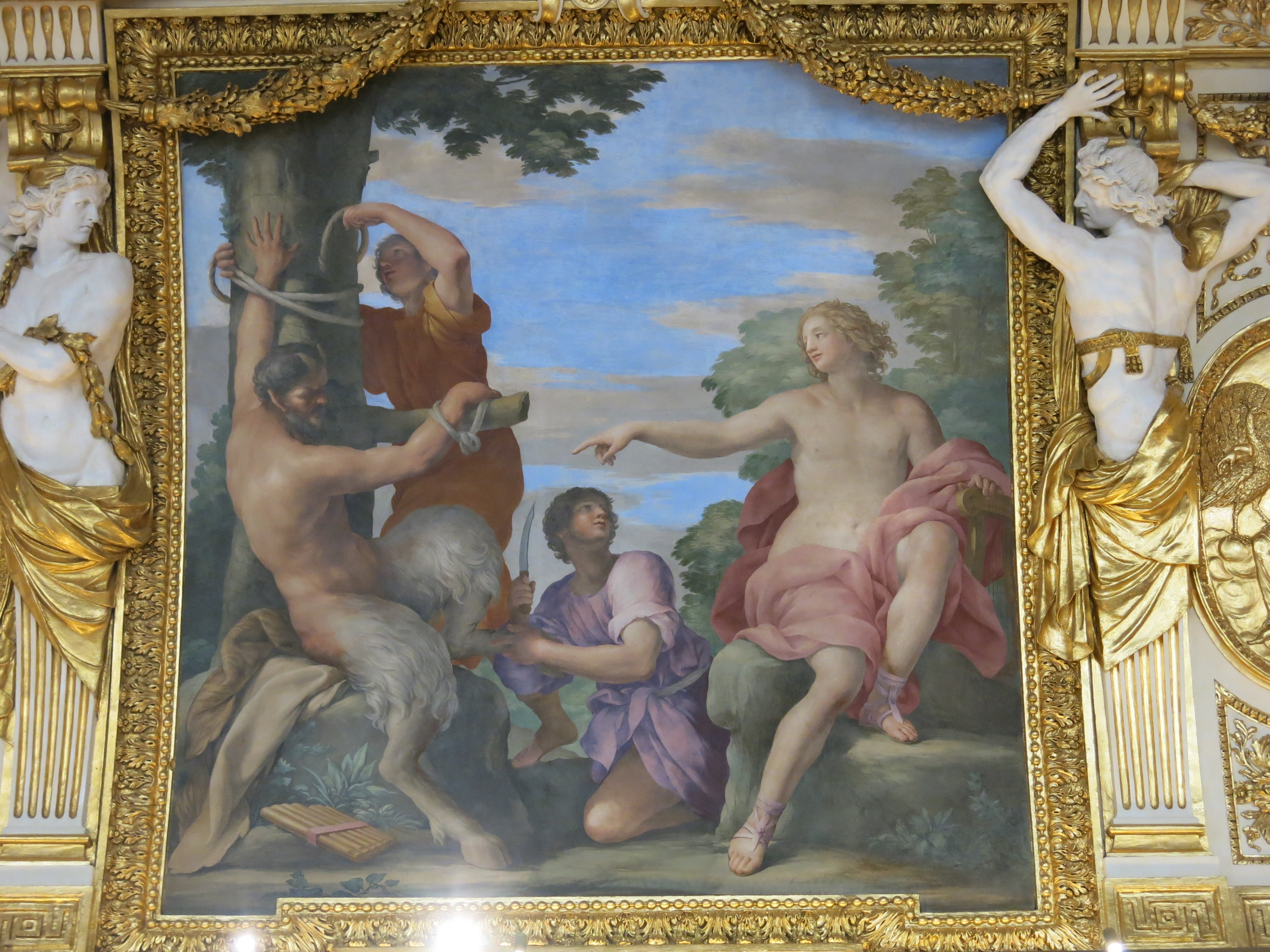
Version du plafond de la Salle des Saisons au Musée du Louvre.
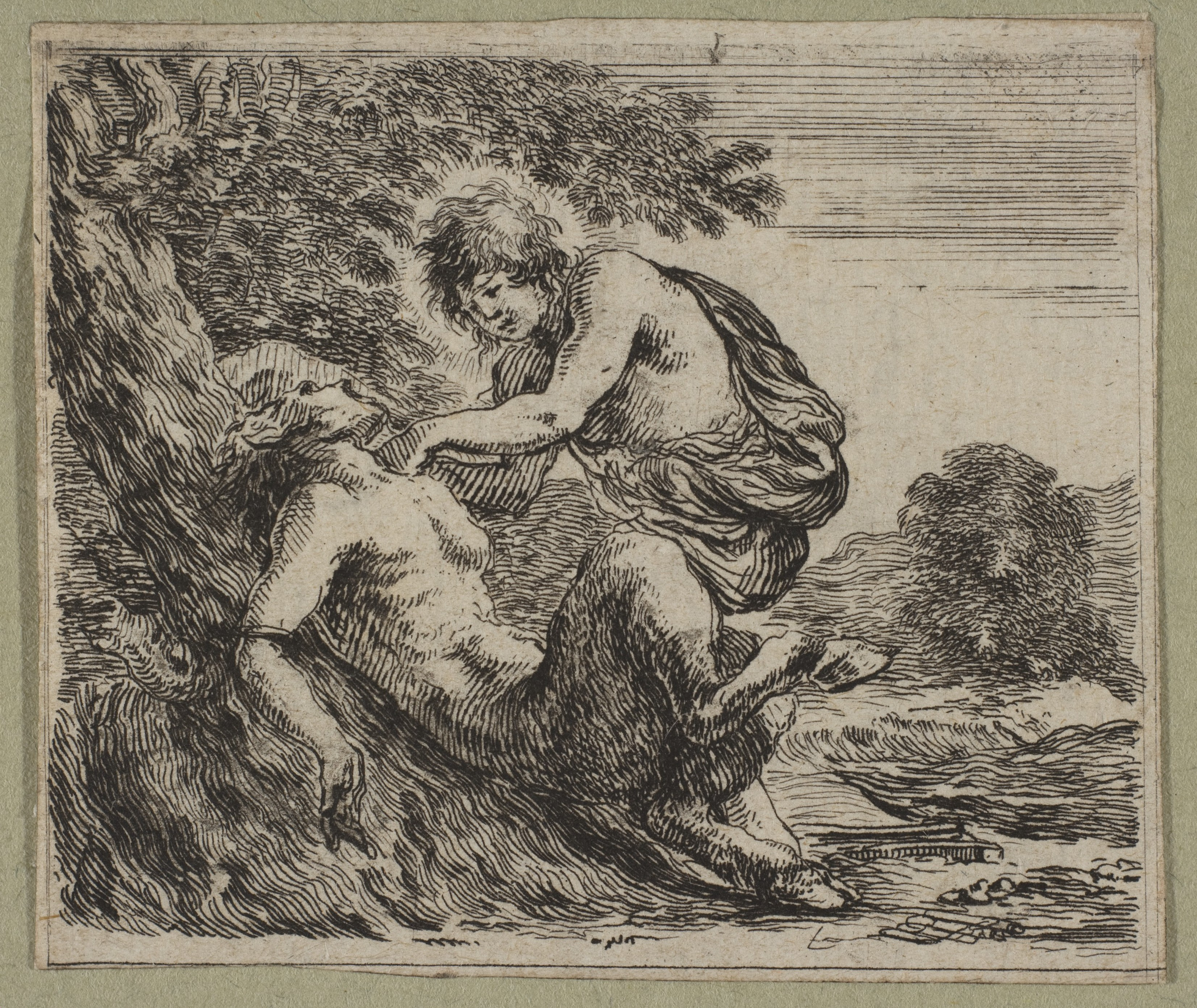
Version gravée.